# A3W (原子炉)
A3Wは、アメリカ海軍の原子力艦艇用原子炉であり、推進力の発生と艦内への電力供給に利用される。アメリカ海軍の他の原子炉と同様に、加圧水型炉となっている。
型式名のA3Wは以下のような意味である。
- A = 航空母艦用
- 3 = 設計担当メーカにおける炉心設計の世代
- W = 設計担当メーカ（ウェスチングハウス）

A3Wはジョン・F・ケネディ（CV-67） に搭載するために設計された。エンタープライズ (CVN-65)が原子炉を8基搭載していたのに対して、A3Wは4基で済むため製造コストも運用コストも低減できると期待されていた。
しかし、ジョン・F・ケネディは費用削減のため原子力艦ではなく通常動力艦として建造することとなった。ジョン・F・ケネディは当初の設計では煙突はなかったが、この変更により傾斜煙突を備えることになった。
航空母艦用の新型原子炉は、ニミッツ級航空母艦のA4Wを待つこととなった。A4Wでは熱出力が向上したことにより2基搭載でよくなり、従来のものより安価に済むようになったが、それでもなおパワープラントが艦体コストの約半分を占めている。